# Onthophagus chlorophanus
Onthophagus chlorophanus là một loài bọ cánh cứng trong họ Bọ hung (Scarabaeidae).